# Kanton Dax-1
Der Kanton Dax-1 ist seit 2015 ein französischer Wahlkreis im Arrondissement Dax, im Département Landes und in der Region Nouvelle-Aquitaine; sein Hauptort ist Dax. 

## Gemeinden
Der Kanton besteht aus elf Gemeinden und Gemeindeteilen mit insgesamt 26.803 Einwohnern (Stand: 1. Januar 2022) auf einer Gesamtfläche von 245,88 km²:
| Gemeinde               | Einwohner 1. Januar 2022 | Fläche km² | Dichte Einw./km² | Code INSEE | Postleitzahl |
| ---------------------- | ------------------------ | ---------- | ---------------- | ---------- | ------------ |
| Angoumé                | 266                      | 7,83       | 34               | 40003      | 40990        |
| Dax                    | 1.860                    | 0,81       | 2.296            | 40088      | 40100        |
| Gourbera               | 364                      | 27,73      | 13               | 40114      | 40990        |
| Herm                   | 1.189                    | 52,08      | 23               | 40123      | 40990        |
| Mées                   | 1.970                    | 15,11      | 130              | 40179      | 40990        |
| Rivière-Saas-et-Gourby | 1.425                    | 27,37      | 52               | 40244      | 40180        |
| Saint-Paul-lès-Dax     | 14.114                   | 58,45      | 241              | 40279      | 40990        |
| Saint-Vincent-de-Paul  | 3.384                    | 32,37      | 105              | 40283      | 40990        |
| Siest                  | 137                      | 2,91       | 47               | 40301      | 40180        |
| Tercis-les-Bains       | 1.331                    | 10,19      | 131              | 40314      | 40180        |
| Téthieu                | 763                      | 11,03      | 69               | 40315      | 40990        |
| Kanton Dax-1           | 26.803                   | 245,88     | 109              | 4005       | –            |

1. ↑   Nur der nördliche Teil der Gemeinde, der Rest gehört zum Kanton Dax-2.